# Lavaldenan
Der Lavaldenan (im Oberlauf Concernade genannt) ist ein Fluss in Frankreich, der im Département Bouches-du-Rhône in der Region Provence-Alpes-Côte d’Azur verläuft. Er entspringt unter dem Namen Concernade im Gemeindegebiet von Rognes und entwässert generell in westlicher Richtung. Beim Erreichen der Stadt Lambesc wird Wasser vom Fluss abgezweigt und in die Stadt geleitet. Westlich der Stadt wird dieser Abzweig weitergeführt und mündet später in den Vallat de Boulery. Der verbleibende Wasserlauf ändert bei Lambesc seinen Namen auf Lavaldenan und mündet nach insgesamt rund 21 Kilometern im Gemeindegebiet von La Barben als rechter Nebenfluss in die Touloubre. In seinem Unterlauf quert der Lavaldenan die Bahnstrecke LGV Méditerranée.

## Orte am Fluss
(Reihenfolge in Fließrichtung)
- Nego-Saumo, Gemeinde Rognes
- Beaulieu, Gemeinde Rognes
- Barbebelle, Gemeinde Rognes
- Lambesc
- Le Moullard, Gemeinde Lambesc
- Château de la Barben, Gemeinde La Barben

## Sehenswürdigkeiten
- Château de la Barben, Burg mit Ursprüngen aus dem 12. Jahrhundert an der Flussmündung – Monument historique[4]